# Juan Alonso de Solis y Mendoza
Juan Alonso de Solis y Mendoza (13 de junho de 1574 – 19 de abril de 1641) foi um prelado católico romano que serviu como bispo de Porto Rico (1635–1641).

## Biografia
Juan Alonso de Solis y Mendoza nasceu em Salamanca, em Espanha, a 13 de junho de 1574, e foi ordenado sacerdote na Ordem dos Carmelitas. A 11 de janeiro de 1635, foi nomeado pelo Rei da Espanha e confirmado no dia 1 de setembro de 1636 pelo Papa Urbano VIII como Bispo de Porto Rico. Em agosto de 1637, foi consagrado bispo por Facundo de la Torre, arcebispo de Santo Domingo. Serviu como Bispo de Porto Rico até à sua morte a 19 de abril de 1641.